# Майн
Майн (на немски: Main) е голяма река в Германия (провинции Бавария, Баден-Вюртемберг и Хесен), десен приток (най-дълъг приток) на Рейн. Дължина 527 km (с лявата съставяща я Ротер Майн (583 km), площ на водосборния басейн 27 292 km².

## Етимология
Името на реката произлиза от латинската дума Moenus или Menus, и не е свързано с град Майнц.

## География
Река Майн води се образува на 294 m н.в., на 3 km югозападно от град Кулмбах (провинция Бавария), от сливането на двете съставящи я реки Ротер Майн (лява съставяща) и Вайсер Майн (дясна съставяща), водещи началото си съответно от възвишението Франконски Алб и планината Фихтелгебирге. Генералното направление на реката е от изток на запад, но по своето течение Майн прави 5 (пет) големи завоя и неколкократно сменя посоката на течението си. В горното и средно течение протича през хълмисти местности в тясна, на места проломна долина (между възвишенията Шпесарт на север и Оденвалд та юг). В района на пролома на протежение от 25 km служи за граница между провинциите Бавария и Баден-Вюртемберг. След излизането си от пролома пресича крайната северна част на Горнорейнската долина и се влива отдясно в река Рейн, при нейния 497 km, на 77 m н.в., срещу град Майнц.
Водосборният басейн на Майн обхваща площ от 27 292 km², което представлява 14,73% от водосборния басейн на Рейн. Речната му мрежа е двустранно развита, с повече, но по-къси десни и по-малко, но по-дълги леви притоци. На югозапад и северозапад водосборният басейн на Майн граничи с водосборните басейни на реките Некар, Лан и други по-малки, десни притоци на Рейн, на север и североизток – с водосборните басейни на реките Везер и Елба (от басейна на Северно море), а на юг – с водосборния басейн на река Дунав (от басейна на Черно море).
Основни притоци:
- леви – Ротер Майн (Червен Майн, 55 km, 500 km²), Резниц (162 km, 7523 km²), Таубер (131 km, 1810 km²), Гершпренц (62 km, 513 km²);
- десни – Вайсер Майн (Бял Майн, 52 km, 636 km²), Родах (53 km, 1010 km²), Иц (65 km, 1029 km²), Баунах (54 km, 426 km²), Верн (64 km, 602 km²), Франконска Зале (140 km, 2765 km²), Кинциг (86 km, 1058 km²), Нида (90 km, 61942 km²).[1]

Майн има предимно дъждовно подхранване с целогодишно пълноводие и максимум през зимата и пролетта. Често явление през лятото са епизодичните прииждания на реката в резултат на поройни дъждове във водосборния ѝ басейн, които предизвикват повишаване на нивото на водата с 2 – 3 m. Среден годишен отток в устието 170 m³/sec.

## Стопанство
Плавателна е за плиткогазещи речни съдове до устието на река Редниц, при град Бамберг (на 396 km от устието), като на значителни участъци коритото ѝ е канализирано и шлюзовано. От река Редниц при град Нюрнберг през 1992 г. е изграден нов модерен плавателен канал „Рейн-Майн-Дунав“, който замества стария „Алберт канал“, и, който е с много по-голяма пропускателна способност и свързва Северно с Черно море по река Дунав. По цялото ѝ протежение е изградена туристическа пътека Майн, както и велосипеден път Майн.

## Селища
Долината на реката е гъсто заселена, като най-големите селища са градовете:
- Бавария – Лихтенфелс, Бамберг, Швайнфурт, Китцинген, Вюрцбург, Лор, Ашафенбург;
- Баден-Вюртемберг – Вертхайм;
- Хесен – Зелигенщат, Ханау, Офенбах на Майн, Франкфурт на Майн, Рюселхайм.[1]